# Friedrich Mohn
Friedrich Mohn (* 25. Januar 1762 in Velbert; † 13. Oktober 1845 in Duisburg) war ein deutscher evangelischer Pfarrer und Autor, der in Ratingen und Duisburg sowie in Maastricht/Niederlande tätig war.

## Leben
Mohn wurde – nach seinem Studium in Göttingen – 1784 Pfarrer der kleinen lutherischen Gemeinde von Ratingen. 1803 ging er als Prediger der lutherischen Gemeinde nach Maastricht. Schon ein Jahr später, 1804, folgte er einem Ruf an die Pfarrstelle der lutherischen Gemeinde in Duisburg. Hier wurde er 1818 Superintendent. 1834 feierte er sein 50-jähriges Amtsjubiläum. 1842 trat er in den Ruhestand. Friedrich Mohn starb am 13. Oktober 1845.
Neben kleineren Schriften gab er 1795 und 1798 zwei Gedichtbände heraus. Zudem veröffentlichte er das Niederrheinische Taschenbuch für Liebhaber des Schönen und Guten (3 Bände, Düsseldorf 1799, 1800 und 1803). Mohn dichtete auch eine größere Anzahl geistlicher Lieder, von denen sechs in dem von J. W. Reche (Mühlheim a. Rh., 1800) herausgegebenen Gesangbuch für die evangelisch-lutherischen Gemeinden im Herzogtum Berg zuerst gedruckt sind.
Mohn war in erster Ehe mit Sophia Salome Wagener (1762 – 1795), in zweiter Ehe mit Johanna Christina Reinhold (1754 – 1814), in dritter Ehe mit Anna Maria Philipps (1786 – 1822) verheiratet. Sein Sohn Johann Friedrich Willibald Mohn (1822–1892) wurde Pastor in Dierdorf (Westerwald) und war der Vater des Verlegers Johannes Mohn.

## Veröffentlichungen
- Gedichte. 2 Bde. Schreiner, Düsseldorf 1795 (Digitalisat); 1798
- Denkmahl, aufgerichtet über den Gräbern meiner Frühverklärten. Eine Schrift für gefühlvolle [...] teilnehmende Seelen. Schreiner, Düsseldorf 1796 (Digitalisat); Neuaufl. u.d.T.: Denkmahl, aufgerichtet über dem Grabe meiner Johanna. Zur Belebung meines Glaubens an die Ewigkeit.
  - Ein Seitenstück zum Denkmahl meiner früh Verklärten. Schreiner, Düsseldorf 1815.
- Goldenes ABC für Jünglinge und Mädchen. Zwey Gedichte. Schreiner, Düsseldorf 1797 (Digitalisat).
- Goldenes ABC der Ehe. Zwey Gedichte. Schreiner, Düsseldorf 1798 (Digitalisat); Neuauflage 1800.
- Die Götter der Erde sind Menschen. Eine Gedächtnißrede bey der Todtenfeyer Seiner kurfürstlichen Durchlaucht Karl Theodors. Schreiner, Düsseldorf 1799 (Digitalisat).
- Gemeinschaftliche Feier des Dankfestes, den 6. December 1801. Düsseldorf 1802 [mit Gottlieb Christoph Hengstenberg] (Digitalisat)
- Ueber den Einfluß des evangelischen Lehramtes auf das Wohl des Staats. Eine Synodalpredigt mit einigen hinzugefügten Bemerkungen und Herzensergießungen. Schtreiner, Düsseldorf 1805 (Digitalisat).
- Bundesfeier junger Christen. Klönne, Wesel 1806
- Religion Jesu in ihrer edlen Gestalt. Düsseldorf 1808
- Feste der Wehmuth und des Hochgefühls gefeiert von der Stadt Duisburg am Rhein den 4. und 7. Juli 1816. Duisburg, Essen: Bädeker 1816 (Digitalisat).
- Ueber Verbesserung und Verschönerung der evangelischen Gottes- und Christus-Verehrungen. Schultz u. Wundermann, Hamm 1821 (Digitalisat).
- K. Glaser (Hg.): Motetten, Gesänge und Lieder aus dem Chorgesangbüchlein des Herrn Superintendenten und Schulpflegers Mohn in Duisburg, für kirchliche Singchöre bearbeitet und dem geschätzten Dichter hochachtungsvoll gewidmet. Hamm, Münster [um 1820].

Als Herausgeber
- Niederrheinisches Taschenbuch für Liebhaber des Schönen und Guten für das Jahr 1799 [1800–1803 und 1805]. Düsseldorf: Schreiner 1799–1803/1805.
- Chorgesangbüchlein zur Verschönerung der evangelischen Gottesverehrungen [...]. Schultz u. Wundermann, Hamm 1823.